# Theodore Levitt
Theodore Levitt (Vollmerz, 1º marzo 1925 – Belmont, 28 giugno 2006) è stato un economista tedesco, professore alla Harvard Business School.
È stato redattore della Harvard Business Review, noto per aver aumentato la circolazione della rivista e per aver divulgato il termine globalizzazione. Nel 1983, ha proposto una definizione per la parola scopi aziendali: "Piuttosto che semplicemente fare soldi, è quello di creare e mantenere un cliente".

## Biografia
Levitt nacque nel 1925 a Vollmerz da una famiglia ebrea. Un decennio dopo la sua famiglia si trasferì a Dayton, Ohio. Ha prestato servizio nella seconda guerra mondiale, ha conseguito il diploma di scuola superiore attraverso la scuola per corrispondenza e poi ha conseguito una laurea presso l'Antioch College e un dottorato di ricerca in economia presso l'Ohio State University. Il suo primo lavoro di insegnante è stato presso l'Università del Dakota del Nord.
Nel 1959 è entrato a far parte della facoltà della Harvard Business School. Più tardi quell'anno, è diventato famoso dopo aver pubblicato "Marketing Myopia" su Harvard Business Review dove chiede "In che affari sei?", una frase che richiede un conto del significato del lavoro che si fa.

### Il termine "globalizzazione"
Sebbene ampiamente accreditato di aver coniato il termine globalizzazione in un articolo intitolato "Globalizzazione dei mercati", apparso nel numero di maggio-giugno 1983 della Harvard Business Review, non è stato l'ideatore del termine. Come osserva un articolo del New York Times, il termine "globalizzazione" era in uso ben prima di questa pubblicazione (almeno già nel 1944) ed era stato usato dagli economisti già nel 1981. Tuttavia, Levitt può essere accreditato per aver divulgato il termine e portato a un pubblico aziendale mainstream.
Tra il 1985 e il 1989, ha diretto la Harvard Business Review.
È stato autore di The Marketing Imagination, e le sue opere sono state tradotte in undici lingue. È stato anche autore di numerosi articoli su argomenti economici, politici, gestionali e di marketing.

## Riconoscimenti
È stato quattro volte vincitore dei concorsi McKinsey Awards per il miglior articolo annuale nella Harvard Business Review; vincitore dell'Academy of Management Award per gli eccezionali libri di business del 1962 per l'innovazione nel marketing; vincitore del John Hancock Award for Excellence in Business Journalism nel 1969; vincitore del Charles Coolidge Parlin Award come "Marketing Man of the Year", 1970; vincitore del George Gallup Award for Marketing Excellence, 1976; vincitore nel 1978 del Paul D. Converse Award dell'American Marketing Association per i principali contributi al marketing e destinatario del William M. McFeely Award 1989 dell'International Management Council per i principali contributi alla gestione.